# Подио, Пабло
Пабло Хоакин Подио (исп. Pablo Joaquín Podio; 7 августа 1989, Ла-Плайоса, Хенераль-Сан-Мартин, Кордова, Аргентина) — аргентинский футболист, полузащитник.

## Карьера
Футбольную карьеру начал в 2008 году в составе клуба «Шпорт».
В 2017 году подписал контракт с клубом «Фастав Злин».
В 2018 году на правах аренды играл за азербайджанский клуб «Кешля».
В начале 2020 года перешёл в казахстанский клуб «Иртыш» Павлодар.

## Достижения
«Шпорт»
- Победитель Первой Лиги Словакии: 2013/14

«Кешля»
- Обладатель Кубка Азербайджана: 2017/18

## Клубная статистика
| Игровая карьера | Игровая карьера  | Игровая карьера | Лига | Лига | Кубок | Кубок | Межд. | Межд. | Др. | Др. |
| --------------- | ---------------- | --------------- | ---- | ---- | ----- | ----- | ----- | ----- | --- | --- |
| 2020            | Иртыш (Павлодар) | А               | 2    | 0    | —     | —     | —     | —     | —   | —   |
| 2020            | Кызыл-Жар        | А               | 12   | 0    | —     | —     | —     | —     | —   | —   |
| 2021            | Кызыл-Жар        | А               | 26   | 1    | 6     | 0     | —     | —     | —   | —   |
| 2022            | Кызыл-Жар        | А               | 24   | 1    | 3     | 0     | 4     | 0     | —   | —   |